# معركة قاروه وأم المرادم
معركة قاروه وأم المرادم هي عدة معارك بحرية وبرية للسيطرة على الجزر الواقعة قبالة ساحل الكويت في الخليج العربي، وبشكل رئيسي جزيرتي قاروه و‌أم المرادم. وكانت قاروه أول جزيرة استعادتها قوات التحالف. في 24 يناير، دمرت طائرتي إيه-6 سفينة زرع ألغام عراقية، كاسحة ألغام، وقارب دورية واحد بالقرب من جزيرة قاروه. كاسحة ألغام ثانية غرقت عندما اصطدمت بأحد الألغام الخاصة بهم، محاولة التهرب من طائرات الإيه-6. وحلقت مروحيات يو إس إس كرتس فوق الحطام لانتشال الناجين العراقيين وأخذهم كأسرى حرب. وعندما حملوا الناجين، أطلقت القوات العراقية في قاروه على المروحيات مجبرة إياها على التراجع، وتمكنت من جلب اثنين وعشرين من الناجيين من المياه. هيأت يو إس إس كرتس نفسها في موقف بحيث يمكنها إطلاق النار على دفاعات الجزيرة. وقد بدأ هذا الأمر معركة استمرت ست ساعات لاستعادة القسم الأول من الأراضي الكويتية.